# Bradlo (národní přírodní rezervace)
Bradlo je národní přírodní rezervace v katastrálním území obce Ľutov v okrese Bánovce nad Bebravou v Trenčínském kraji na Slovensku. Území bylo vyhlášeno v roce 1988 a jeho rozloha je 97,67 hektaru. Předmětem ochrany je xerotermní vegetace Strážovských vrchů na druhohorním geologickém podloží tvořeném vápenci, dolomity, křemenci a křemitými pískovci. Na severních svazích rostou bučiny, na jižních doubravy a lesostepní společenstva.